# Dancouga
Dancouga (超獣機神ダンクーガ?, Chōjū kishin Dankūga) è una serie televisiva anime di genere mecha del 1985. Il nome internazionale scelto dalle aziende giapponesi è GOD BLESS THE MACHINE DANCOUGA.

## Trama
La serie parla delle imprese di una squadra di quattro soldati: Shinobu Fujiwara, Sara Yuki, Masato Shikibu e Ryo Shiba. Pilotano il mecha Dancouga e combattono per liberare la terra dagli invasori alieni conosciuti come l'impero di Muge Zorbados.
Dancouga è un esempio di robot componibile. Tuttavia, a differenza di altre serie simili, dove i componenti singoli non servivano a nulla finché non si univano, Dancouga non si unisce fino alla metà della serie. Ciò significa che, a differenza del tipo precedentemente accennato di robot componibili, in cui le componenti erano utili generalmente a poco, le singole Cyber Bestie erano efficaci in combattimento.
Molti degli elementi di storia di Dancouga girano intorno alla religione (principalmente cristiana, anche se la serie prende in prestito molto dalla filosofia Taoista), ed alla musica. Il tema "divino" è molto presente nella maggior parte degli episodi.

## Personaggi

### Terrestri
Shinobu Fujiwara (藤原忍?, Fujiwara Shinobi)
Doppiato da: Kazuki Yao (ed. giapponese), Patrizio Prata (serie TV, 1ª voce), Federico Zanandrea (serie TV, 2ª voce) e Marcello Cortese (GOD BLESS DANCOUGAR) (ed. italiana)
Shinobu nacque nelle regioni montuose in Giappone. Egli era un cadetto dell'accademia militare spaziale in Australia, prima dell'invasione delle forze dell'impero di Muge. Dopo che l'accademia è stata distrutta, è stato trasferito all'unità corazzata speciale dell'Estremo Oriente, Squadra Cyber Bestie. Il suo hobby è la caduta libera. Shinobu è un pilota estremamente di talento, ma il suo temperamento impetuoso e l'eccessiva fiducia in sé stesso tendono a tradirlo nelle situazioni più difficili. "Yatte yaru ze!" (lett. "Facciamolo!") è il suo e lo slogan della serie, e in Super Robot Wars, lui si arrabbia se altri lo dicono. Gruppo sanguigno A
Sara Yuki (結城沙羅?, Yuki Sara)
Doppiata da: Yuriko Yamamoto (ed. giapponese), Alessandra Karpoff (serie TV) e Alessandra Felletti (GOD BLESS DANCOUGAR) (ed. italiana)
Sara Yuki nasce nella penisola di Izu. È stata assegnata all'unità corazzata dell'Estremo Oriente alcuni giorni dopo Shinobu. Durante i suoi giorni all'accademia militare australiana, si era innamorata del suo comandante Shapiro Keats, prima che si unisse al corpo di Zorbados. Da allora ha sofferto per i sentimenti sia di amore che di odio verso Shapiro. Sara è conosciuta per il suo temperamento ardente e ama nuotare e ascoltare musica. Gruppo sanguigno AB
Masato Shikibu (式部雅人?, Shikibu Masato)
Doppiato da: Shigeru Nakahara (ed. giapponese), Renato Novara (serie TV) e Luca Sandri (GOD BLESS DANCOUGAR) (ed. italiana)
Masato nacque nella prefettura di Iwate. Il padre di Masato era il presidente di una fabbrica di armi e la sua famiglia è abbastanza ricca. Andando contro i desideri del padre è entrato nell'accademia (sesto allievo della squadra). È il più giovane membro della Squadra Cyber Bestie. Un ragazzo attivo, benché in qualche modo acerbo, la sua impressionante resistenza compensa la sua mancanza di esperienza in combattimento. Il padre di Masato viene ucciso da un superstite di Muge, nell'OAV God Bless Dancougar. Masato inoltre è il migliore amico di Laura Sullivan ed il suo cane Becky. Gruppo sanguigno B
Ryo Shiba (司馬亮?, Shiba Ryō)
Doppiato da: Kaneto Shiozawa (ed. giapponese), Diego Sabre (serie TV, 1ª voce), Lorenzo Scattorin (serie TV, 2ª voce) e Claudio Beccari (GOD BLESS DANCOUGAR) (ed. italiana)
Dopo il diploma all'accademia militare, ha deciso di vagare per il mondo per praticare le sue arti marziali di Kenpou. Quando la Squadra Cyber Bestie è stato formato il General Ross Igor gli ha chiesto di unirsi alla divisione Cyber Beasts, incontrandosi con i suoi compagni a Kansas City dopo che una battaglia importante era avvenuta. Orfano, Ryo è un uomo calmo che si esercita nella spiritualità secondo le discipline cinesi del Kenpou. Gruppo sanguigno 0
Shapiro Keats (シャピロ・キーツ?, Shapiro Kītsu)
Doppiato da: Norio Wakamoto (ed. giapponese), Gabriele Calindri (ed. italiana)
Shapiro era un ex comandante dell'accademia militare australiana, prima che si unisse alle forze imperiali di Muge Zorbados. Shapiro, testardo ed intelligente, è ossessionato nel voler diventare imperatore dell'universo. Diverso dalla maggior parte dei cattivi dell'anime è estremamente competente e determinante è lo sfruttamento della sua conoscenza tattica della terra e degli umani. La sua più grande debolezza è la propria arroganza che lo separa dai suoi alleati e lo conduce alla sua rovina. Ricompare nell'OAV Epilogo Incandescente.
Laura Sullivan (ローラ・サリバン?, Rōra Sariban)
Doppiata da: Rie Fujiwara (ed. giapponese), Federica Valenti (serie TV) e Silvana Fantini (GOD BLESS DANCOUGAR) (ed. italiana)
Laura è una cittadina americana di Sacramento, in California. La madre è stata uccisa durante l'attacco delle forze di Muge. È trovata da Sara e presto "sarà adottata" dalla Squadra Cyber Bestie. Laura ha avuta una volta un incontro con Shapiro che gli ha insegnato una canzone che aveva composto per Sara. Non si vede mai senza il suo compagno, un piccolo cane chiamato Becky.
Ross Igor (ロス・イゴール?, Rosu Igōru)
Doppiato da: Masaru Ikeda (ed. giapponese), Massimiliano Lotti (ed. italiana)
Originario della Russia, Ross Igor è il comandante della Squadra Cyber Bestie. Inizialmente sembrava essere duro ed inflessibile nei suoi metodi, ma doveva guadagnare tempo in modo che le forze terrestri si ricostruissero e progettare un assalto diretto agli alieni ed al loro pianeta.
Professor Kotaru Hazuki (葉月孝太郎?, Hazuki Kōtarō, Dott. Hasuki nell'edizione italiana di GOD BLESS DANCOUGAR)
Doppiato da: Hiroya Ishimaru (ed. giapponese), Marco Balzarotti (serie TV) e Natale Ciravolo (GOD BLESS DANCOUGAR) (ed. italiana)
Il professor Hazuki è il genio residente del Squadra Cyber Bestie. La sua più grande realizzazione è la progettazione e la costruzione dei quattro mecha che formano il robot Dancouga.
Alan Igor (アラン・イゴール?, Aran Igōru)
Doppiato da: Hideyuki Tanaka (ed. giapponese), Maurizio Merluzzo (ed. italiana)
Alan è il figlio del General Ross Igor. All'inizio, è visto più come fastidio che un aiuto dalla Squadra Cyber Bestie. Successivamente accettano con riluttanza il suo aiuto. Inoltre noto come "cavaliere nero". Alan si oppone alle opinioni di suo padre e fonda la propria élite force credendo che la battaglia dovrebbe essere combattuta nello spazio per combattere gli alieni sul loro pianeta. Alan muore nell'episodio 35. Successivamente, in God bless Dancougar, le sue truppe formano un gruppo di ribelli conosciuti come "i banditi", principali componenti: Laina (la sua fidanzata) ed il suo secondo tenente Francis.

### Impero di Muge
Imperatore Muge Zolbados (ムゲ・ゾルバドス?, Muge Zorubadosu, chiamato Muge Zolbados nell'edizione Italiana di GOD BLESS DANCOUGA)
Doppiato da: Shusei Nakamura (ed. giapponese), Dario Oppido (ed. italiana)
Muge Zorbados non è solo l'imperatore, ma è anche il nome della razza aliena che lui governa. Possiede dei potenti poteri psichici che usa contro il Dancouga quando la squadra Cyber Bestie raggiunge la sua fortezza. Venne sconfitto quando il Dancouga gli lanciò contro la spada Dankuken. Zolbados riapparve con una forma più mostruosa nell'OAV God Bless Dancouga. L'imperatore Muge Zorbados è molto tipico del "Ren-Jishi" o del personaggio del leone presentato in molte recite kabuki.
Death Gaia (デスガイヤー?, Desu Gaiyā)
Doppiato da: Yusaku Yara (ed. giapponese), Alessandro D'Errico (1ª voce) e Andrea Bolognini (2ª voce) (ed. italiana)
Death Gaia è il primo generale deputato ad invadere la terra e la sua campagna è un successo all'inizio. Per quanto col passare del tempo la sua stretta sul territorio della terra comincia ad indebolirsi poiché giudica male la risoluzione della popolazione umana così come il potenziale della Squadra Cyber Bestie. Il suo unico talento è la forza bruta e soffre di un caso particolare di arroganza e di insubordinazione. Pilota il Deathgrome, che gli serve da macchina da guerra personale. Nell'OAV Requiem For Victims ha un duello finale con il Dancouga e viene sconfitto definitivamente con la spada Dankuken.
Gildorome (ギルドローム?, Girudorōmu)
Doppiato da: Masaharu Sato (ed. giapponese), Matteo Zanotti (ed. italiana)
Il General Gildorome è il secondo Generale del corpo di Zorbados. La sua specialità è il controllo della mente e poteri ESP. Si oppone alle idee di Shapiro, uno dei generali dell'imperatore.
Helmut (ヘルマット?, Herumatto)
Doppiato da: Issei Futamata (ed. giapponese), Silvio Pandolfi (ed. italiana)
Helmut è il terzo e più assetato di sangue di tutti i Generali di Muge. La sua debolezza è la sua impazienza. Mentre calmo e freddo quando le cose vanno come da lui previsto, presto comincerà a perdere la sua razionalità a causa delle sue frequenti sconfitte.
Luna Rossa (ルーナ・ロッサ?, Rūna Rossa)
Doppiata da: Saeko Shimazu (ed. giapponese), Marina Thovez (ed. italiana)
Luna funge da tramite per Shapiro dopo che si unisce ai Muge. Se ne innamora ma non è mai corrisposta. Verso la fine della serie, tradisce Shapiro, abbandonandolo e aiutando di nascosto Sara a rintracciarlo per poi cercare di fuggire dalla battaglia, tramando di manipolare uomini potenti, ma viene distrutta dall'onda d'urto causata dal Dancouga che parte per il pianeta di Muge.

## Produzione e distribuzione
La serie è stata trasmessa per 38 episodi dal 4 aprile 1985 al 17 dicembre 1985 ed è stata prodotta da Ashi Productions (anche conosciuta per il loro lavoro nelle serie Dorvack e Baldios). Dal 30 gennaio al 20 marzo 2012, la serie è stata trasmessa in Italia sul canale Sky Man-ga. Dopo che la serie televisiva si è conclusa, si sono avuti un certo numero di OAV. Il primo di essi, Requiem for the Victims (1986), è caratterizzato da una ricapitolazione della serie televisiva e una nuova conclusione alla storia. Questa si conclude infatti con il 38º episodio, in cui i protagonisti si avviano per raggiungere il pianeta nemico. Tuttavia la storia s'interrompe proprio nel momento del viaggio. Nell'OAV invece la vicenda trova una conclusione, in quanto il Dancouga giunge su Zorbados per la battaglia decisiva. Successivamente è stato realizzato un film del 1987 seguito della serie intitolato GOD BLESS DANCOUGAR (GOD BLESS DANCOUGA in originale) e distribuito anche in Italia prima in VHS e poi in DVD da Yamato Video. Nel 1989 è uscita una serie di OAV in quattro parti intitolata Epilogo Incandescente (白熱の終章?, Shakunetsu no shūshō) come nuovo seguito.
Una serie denominata Dancouga Nova (diretta dal progettista originale del mecha del Dancouga, Masami Obari) è stata trasmessa in Giappone nel marzo 2007. Tuttavia, pur essendo collegata con la vecchia serie nel mecha-design, il tema generale e la trama non mostrano collegamenti con l'originale.

## Mecha
Si noti che ciascuna delle macchine utilizzate nella formazione di Dancouga è capace di trasformarsi in veicolo, bestia e Humanoid, così come in componente per formare Dancouga.
Eagle Fighter
Pilotato da Shinobu Fujiwara. Creato dal professor Hazuki modificando il caccia di Shinobu, un modello standard usato alla base militare australiana. Mentre il caccia è in "Aggressive Mode", una barriera potente è formata che lo rende impenetrabile al fuoco nemico, e viene utilizzata anche in attacco, per proiettarsi contro il nemico con tutto il caccia stesso. L'avvio di questa modalità utilizza "il sistema aggressivo", attivato automaticamente quando il pilota raggiunge un determinato livello di rabbia. Forma la testa del Dancouga.
Modalità caccia: Integrale: 6.9 m.
Peso totale: 2.6t.
Velocità di volo: Mach 1.65
Modalità Humanoid: Integrale: 6.7 m.
Armamento: Vari missili e cannoni gatling; Sistema aggressivo
Land Cougar
Un carro armato speciale progettato esclusivamente per Sara Yuki. Una volta trasformato nella modalità cougar, il mecha ha un'abilità locomotoria superiore che gli permette di coprire le distanze lunghe in poco tempo. Il Land Cougar forma il piede sinistro del Dancougar (come modalità veicolo).
Modalità carro armato: Integrale: 8.3 m.
Peso totale: 21.3t
Velocità massima: 118 km/ora
Lunghezza del cougar: 10.2 m.
Modalità Humanoid: Altezza: 10.1 m.
Armamento: Pistola x1 di scoppio; Pistola veloce x1 contraerea; Sistema aggressivo
Land Liger
Pilotato da Masato Shikibu. Simile nel funzionamento al Land Cougar, ma con armamento differente. Il Land Liger forma il piede destro del Dancouga (come modalità veicolo).
Modalità carro armato: Integrale: 9.75 m.
Peso totale: 24.2t
Velocità massima: 105 km/ora
Lunghezza di Ligar: 10.2 m.
Modalità Humanoid: Altezza: 10.3 m.
Armamento: Pistola x1 dell'artificiere; un cannone x2 da 150 millimetri; Pistola veloce x2 contraerea; Sistema aggressivo
Big Moth
Pilotato da Ryo Shiba. Il nome della macchina è derivato dalle parole "grande" e "mammut". Essenzialmente un carro armato ben attrezzato con la possibilità di trasformarsi in un mammut gigantesco. Il Big Moth forma la parte principale del Dancouga (come forma Humanoid).
Modalità carro armato: Integrale: 13.5 m.
Peso totale: 60t
Velocità massima: 82 km/ora
Lunghezza mammut: 16.25 m.
Modalità Humanoid: Altezza: 18.6 m.
Armamento: Vari missili e cannoni pesanti; Sistema aggressivo
Dancouga
La forma dei quattro veicoli di Squadra Cyber Bestie quando si uniscono. Deriva il relativo potere dall'energia spirituale dei piloti di tutti veicoli all'unisono, maggiore della somma delle relative parti prese singolarmente. Effettivamente, è capace di distruggere - in un solo colpo - intere onde di nemici.
È formato automaticamente quando la parola chiave "D-A-N-C-O-U-G-A" è inserita nel computer del Eagle Fighter, unito al livello adeguato di aggressività per permettere che l'attivazione accada. Quando Dancouga è formato, la visiera sul casco di Shinobu diventa dorata e una voce annuncia "l'unione tra bestia e uomo! Ora, diventa un dio!"
Il kanji del nome del Dancouga si interpreta letteralmente come "la separazione", "svuota" e "ego"; ogni carattere può essere interpretato approssimativamente come "sopprimendo le passioni", "raggiungendo il vuoto" e "quello diventante". [citazione stata necessaria] filosoficamente, questo concetto è molto Taoista in natura. Nella serie la spiegazione era che, poiché Dancouga non poteva inizialmente volare, un tal nome (eventualmente) evita gli attacchi che non potrebbero essere ricambiati efficacemente da terra.
In Super Robot Wars il Dancouga+Black Wing forma il Final Dancougar(parola chiave "F-I-N-A-L").
Lunghezza: 34.6 m.
Peso: 114 t
Armamento:  Quattro "Pulse Laser Gun" (montata in cassa); 2 lanciagranate (parte posteriore sopra montata); 1 DaiGun; 1 Dankūken (断空剣?, Dankūken), una spada alloggiata sull'anca di destra; 1 Dankūhō (断空砲?, Dankūhō).
Attacchi fisici: Dancouga ha un potere fisico immenso e devasta intere onde di nemici più deboli nella serie originale con poco più che pugni e schiaffi. Per gli attacchi concentrati, tuttavia, Shinobu cede il controllo del Dancougar a Ryo, che può usare le sue arti marziali come grande vantaggio sul nemico.
Dankūhō Formation (断空砲フォーメーション?, Dankūhō Fōmēshon): Dancougar richiama simultaneamente i 4 relativi laser di impulsi, lanciagranate gemellati e cannone enorme (DankuHo).
Spada del Dancougar (断空光牙剣?, Dankūkōgaken): Dancouga alza la spada Danku Ken sopra la sua testa. Su ordine del professor Hazuki, Gandor Ho esce dalla bocca di Gandor. Questo enorme fascio energetico colpisce Dancouga, pervadendo la Danku Ken per generare una colonna immensa di energia. Questa può fendere i nemici in due, anche da una grande distanza.
Final Dankūhō (ファイナル断空砲?, Fainaru Dankūhō): Attacco visto in Super Robot Wars Alpha. Quando Dancouga finale è formato, l'ala nera si apre, sprigionando l'energia aggressiva proveniente da tutti e cinque i piloti accumulata nel DankuHo per formare un fascio di energia voluminoso che induce il nemico quasi a sparire all'interno di esso.
Final Dankūkōgaken (ファイナル断空光牙剣?, Fainaru Dankūkōgaken) visto in 3rd Super Robot Wars Alpha. Una versione molto più potente del DankuKogaKen che utilizza il Dancouga finale, comunque l'apparenza esterna della tecnica è al contrario visibilmente identica. Alan ordina a Shinobu di usare il DankuKen quando questo attacco è usato.
Booster Unit
L'elemento finale che dà la possibilità di volare al Dancouga. È sostituito con dei propulsori incorporati in God Bless Dancougar.
Apparecchiatura: Mega Booster Flight Pack
Armamento: Cannone a impulso a lungo raggio x2
Black Wing
Sviluppato da Alan, figlio di Ross Igor e pilotato da lui. Come l Eagle Fighter, l'ala nera è trasformabile ed ha sia una modalità caccia che humanoid. Una caratteristica che questo mecha difetta, tuttavia, è il sistema aggressivo, poiché non è stata sviluppata dal professor Hazuki. La lunghezza totale è maggiore di quella dell'Eagle Fighter. Si unisce al Dancouga, nei vari Super Robot Wars, per formare il Final Dancouga anche se, teoricamente parlando, il Dancuga non dovrebbe sortire di alcun beneficio con l'unione del Black Wing, se non in mobilità, vista l'assenza dell'Aggressive Mode nel Black Wing. Anche questo mecha può assumere sembianze umanoidi.
Armamento: Cannone x2 di Vulcan (montato sulla parte anteriore); vari tipi di missili
Gandor
Una enorme nave spaziale grigia costruita e comandata dal professor Hazuki. Può sfoderare un cannone principale energetico Gandor Hō (ガンドール砲?) dalla "bocca". Si trasforma in un drago alato enorme e serve come nuova base per il Squadra Cyber Bestie dopo che il loro centro originale viene distrutto.
Il codice di attivazione di Gandor è THX 1138, un riferimento popolare al primo lungometraggio di George Lucas che Lucas ed altri creatori hanno utilizzato in film ed in televisione.
Lunghezza totale: 1.4 chilometri
Altezza totale: 600 m.
Armamento: Iper cannone a lungo raggio x2 del fascio; Laser x26 di impulso; Cannone x2 di Vulcan
Velocità: 20 km/s

## Doppiaggio
| Personaggio      | Doppiatore originale | Doppiatore italiano                                      |
| ---------------- | -------------------- | -------------------------------------------------------- |
| Shinobu Fujiwara | Kazuki Yao           | Patrizio Prata (1ª voce) Federico Zanandrea (2ª voce)    |
| Sara Yuki        | Yuriko Yamamoto      | Alessandra Karpoff                                       |
| Masato Shikibu   | Shigeru Nakahara     | Renato Novara                                            |
| Ryo Shiba        | Kaneto Shiozawa      | Diego Sabre (1ª voce) Lorenzo Scattorin (2ª voce)        |
| Shapiro Keats    | Norio Wakamoto       | Gabriele Calindri                                        |
| Laura Sullivan   | Rie Fujiwara         | Federica Valenti                                         |
| Ross Igor        | Masaru Ikeda         | Massimiliano Lotti                                       |
| Kotaru Hazuki    | Hiroya Ishimaru      | Marco Balzarotti                                         |
| Alan Igor        | Hideyuki Tanaka      | Maurizio Merluzzo                                        |
| Muge Zolbados    | Shusei Nakamura      | Dario Oppido                                             |
| Death Gaia       | Yusaku Yara          | Alessandro D'Errico (1ª voce) Andrea Bolognini (2ª voce) |
| Gildorome        | Masaharu Sato        | Matteo Zanotti                                           |
| Helmut           | Issei Futamata       | Silvio Pandolfi                                          |
| Luna Rossa       | Saeko Shimazu        | Marina Thovez                                            |
| Bistol           | Kōji Totani          | Oliviero Corbetta                                        |
| Chris            | Kōzō Shioya          | Alessandro Guarnieri                                     |
| Geral            | Tesshō Genda         | Daniele Blandino                                         |
| Gankotsu         | Kōzō Shioya          | Claudio Colombo                                          |
| Brian            | Bin Shimada          | Ruggero Andreozzi                                        |
| Narratore        | Shūsei Nakamura      | Natale Ciravolo                                          |

## Episodi
| Nº | Titolo italiano Giapponese 「Kanji」 - Rōmaji - Traduzione letterale | In onda           | In onda          |
| Nº | Titolo italiano Giapponese 「Kanji」 - Rōmaji - Traduzione letterale | Giapponese        | Italiano         |
| 1  | La brama dell'Impero 「帝国の野望」 - Teikoku no yabō – "L'ambizione dell'Impero" | 5 aprile 1985     | 30 gennaio 2012  |
| 2  | Grida, cyber bestia 「吠えろ! 獣戦機」 - Hoero! Kemono senki – "Ruggito! Cyber bestia" | 12 aprile 1985    | 30 gennaio 2012  |
| 3  | Shapiro rinasce 「シャピロ! 転生!!」 - Shapiro! Tensei!! – "Shapiro! Reincarnazione!!" | 19 aprile 1985    | 31 gennaio 2012  |
| 4  | Il Jamming nel mirino 「狙われたジャミング」 - Nerawa reta Jamingu – "Il Jamming nel mirino" | 26 aprile 1985    | 1º febbraio 2012 |
| 5  | L'ultimo uomo 「最後に来た男」 - Saigo ni kita otoko – "L'ultimo uomo" | 3 maggio 1985     | 2 febbraio 2012  |
| 6  | La fanciulla nel campo di battaglia 「戦場の聖少女」 - Senjō no hijiri shōjo – "La vergine sul campo di battaglia" | 10 maggio 1985    | 5 febbraio 2012  |
| 7  | Il piccolo eroe 「小さな英雄」 - Chīsana eiyū – "Piccolo Eroe" | 17 maggio 1985    | 6 febbraio 2012  |
| 8  | Scontro feroce! I ricordi usati come esca 「激戦!! 思い出を囮に」 - Gekisen!! Omoide o otori ni – "Battaglia feroce!! Usando i ricordi come esca"                                                                                  | 24 maggio 1985    | 7 febbraio 2012  |
| 9  | Le bestie demoniache del Rio delle Amazzoni 「アマゾン河の魔獣」 - Amazon kawa no majū – "La bestia demone dell'Amazzonia" | 31 maggio 1985    | 8 febbraio 2012  |
| 10 | La leggenda del cavaliere 「騎士の伝説」 - Kishi no densetsu – "La leggenda del cavaliere" | 7 giugno 1985     | 9 febbraio 2012  |
| 11 | Fuoco di copertura nemico 「敵から援護射撃」 - Teki kara engo shageki – "Supporta il fuoco del nemico" | 14 giugno 1985    | 12 febbraio 2012 |
| 12 | Non svegliarti, dinosauro 「目覚めるな恐竜」 - Mezameru na kyōryū – "Non svegliarti, dinosauro" | 21 giugno 1985    | 13 febbraio 2012 |
| 13 | La città del tradimento 「裏切りの町」 - Uragiri no machi – "La città del tradimento" | 28 giugno 1985    | 14 febbraio 2012 |
| 14 | Battaglia al centro di New York 「ニューヨーク市街戦」 - Nyū Yōku shigai-sen – "La battaglia di New York" | 5 luglio 1985     | 15 febbraio 2012 |
| 15 | La genesi del guerriero (prima parte) 「獣を超え、人を超え、いでよ神の戦士 (前篇)」 - Kemono o koe, hito o koe, ideyo kami no senshi (zenpen) – "Superate le bestie, superate gli umani, forza, guerrieri di Dio (prima parte)"    | 12 luglio 1985    | 16 febbraio 2012 |
| 16 | La genesi del guerriero (seconda parte) 「獣を超え、人を超え、いでよ神の戦士 (後篇)」 - Kemono o koe, hito o koe, ideyo kami no senshi (kōhen) – "Superate le bestie, superate gli umani, forza, guerrieri di Dio (seconda parte)" | 19 luglio 1985    | 19 febbraio 2012 |
| 17 | La sconfitta di Deathgaia 「デスガイヤーの敗北」 - Desu Gaiyā no haiboku – "La sconfitta di Deathgaia" | 26 luglio 1985    | 20 febbraio 2012 |
| 18 | Illusioni 「神の国への誘惑」 - Kami no kuni e no yūwaku – "Tentazione del regno di dio" | 2 agosto 1985     | 21 febbraio 2012 |
| 19 | Il nemico invisibile 「怪奇!! 悪魔に消された部隊」 - Kaiki!! Akuma ni kesa reta butai – "Misterioso!! L'unità cancellata dal diavolo"                                                                                              | 9 agosto 1985     | 22 febbraio 2012 |
| 20 | Il vento del Sud 「南風ハートブレイク」 - Minamikaze Hātobureiku – "Heartbreak del vento del Sud" | 16 agosto 1985    | 23 febbraio 2012 |
| 21 | Divinità 「降りてきた死神」 - Ori tekita shinigami – "La discesa del dio della morte" | 23 agosto 1985    | 26 febbraio 2012 |
| 22 | Giorni perduti 「止まった時間」 - Tomatta jikan – "Il tempo si è fermato" | 30 agosto 1985    | 27 febbraio 2012 |
| 23 | Macchine assassine 「殺人鬼への報復」 - Satsujinki e no hōfuku – "Vendetta sull'assassinio" | 6 settembre 1985  | 28 febbraio 2012 |
| 24 | Appuntamento a Parigi 「凱旋門燃ゆ」 - Gaisenmon moyu – "Arco di Trionfo in fiamme" | 13 settembre 1985 | 29 febbraio 2012 |
| 25 | Trappola sul fronte europeo 「ヨーロッパ戦線の罠」 - Yōroppa sensen no wana – "Trappola sul fronte europeo" | 20 settembre 1985 | 1º marzo 2012    |
| 26 | Il segreto del cavaliere nero 「黒騎士の秘密」 - Kuro kishi no himitsu – "Il segreto del cavaliere nero" | 27 settembre 1985 | 4 marzo 2012     |
| 27 | La caduta di Gildorom 「妖星墜つ」 - Yōsei otsu – "La caduta del mostro" | 11 ottobre 1985   | 5 marzo 2012     |
| 28 | Assalto alla base delle cyber bestie (prima parte) 「獣戦基地総攻撃 (前篇)」 - Kemono-sen kichi sō kōgeki (zenpen) – "Attacco totale alla base delle cyber bestie (prima parte)"                                                   | 18 ottobre 1985   | 6 marzo 2012     |
| 29 | Assalto alla base delle cyber bestie (seconda parte) 「獣戦基地総攻撃 (後篇)」 - Kemono-sen kichi sō kōgeki (kōhen) – "Attacco totale alla base delle cyber bestie (seconda parte)"                                                | 25 ottobre 1985   | 7 marzo 2012     |
| 30 | Incontri e addii 「戦場! 出会い、そして別れ」 - Senjō! Deai, soshite wakare – "Campo di battaglia! Incontro e addio" | 1º novembre 1985  | 8 marzo 2012     |
| 31 | Ricominciare 「去りゆきし長官」 - Sari yukishi chōkan – "Il capo defunto" | 8 novembre 1985   | 11 marzo 2012    |
| 32 | Il nemico venuto dal cielo 「空からの強敵」 - Sora kara no tomo – "Un formidabile nemico dal cielo" | 15 novembre 1985  | 12 marzo 2012    |
| 33 | In volo verso il domani 「飛べ明日へ!! 将軍の子ら」 - Tobe ashita he!! Shōgun no ko ra – "Volate a domani!! Figli del Generale" | 22 novembre 1985  | 13 marzo 2012    |
| 34 | Addio alla terra 「故郷に別れの歌を」 - Furusato ni wakare no uta o – "Una canzone d'addio alla mia città natale" | 29 novembre 1985  | 14 marzo 2012    |
| 35 | Inferno sulla Luna 「月は地獄だ!!」 - Tsuki wa jigoku da!! – "La luna è un inferno!!" | 6 dicembre 1985   | 15 marzo 2012    |
| 36 | La fine di un'illusione 「野望の崩壊」 - Yabō no hōkai – "Il crollo delle ambizioni" | 13 dicembre 1985  | 18 marzo 2012    |
| 37 | Colpo di grazia 「暗黒の終焉」 - Ankoku no shūen – "La fine delle tenebre" | 20 dicembre 1985  | 19 marzo 2012    |
| 38 | L'ultimo ruggito 「最後の吃哮」 - Saigo no kitsu kō – "L'ultimo ruggito" | 27 dicembre 1985  | 20 marzo 2012    |